# Koreaanse koningsmakreel
De Koreaanse koningsmakreel (Scomberomorus koreanus) is een straalvinnige vis uit de familie van makrelen (Scombridae) en behoort derhalve tot de orde van baarsachtigen (Perciformes). De vis kan een lengte bereiken van 150 cm.

## Leefomgeving
Scomberomorus koreanus is een zoutwatervis. De vis prefereert een tropisch klimaat en heeft zich verspreid over de Grote en Indische Oceaan.

## Relatie tot de mens
Scomberomorus koreanus is voor de visserij van beperkt commercieel belang. In de hengelsport wordt er weinig op de vis gejaagd.